# Silene viscaria

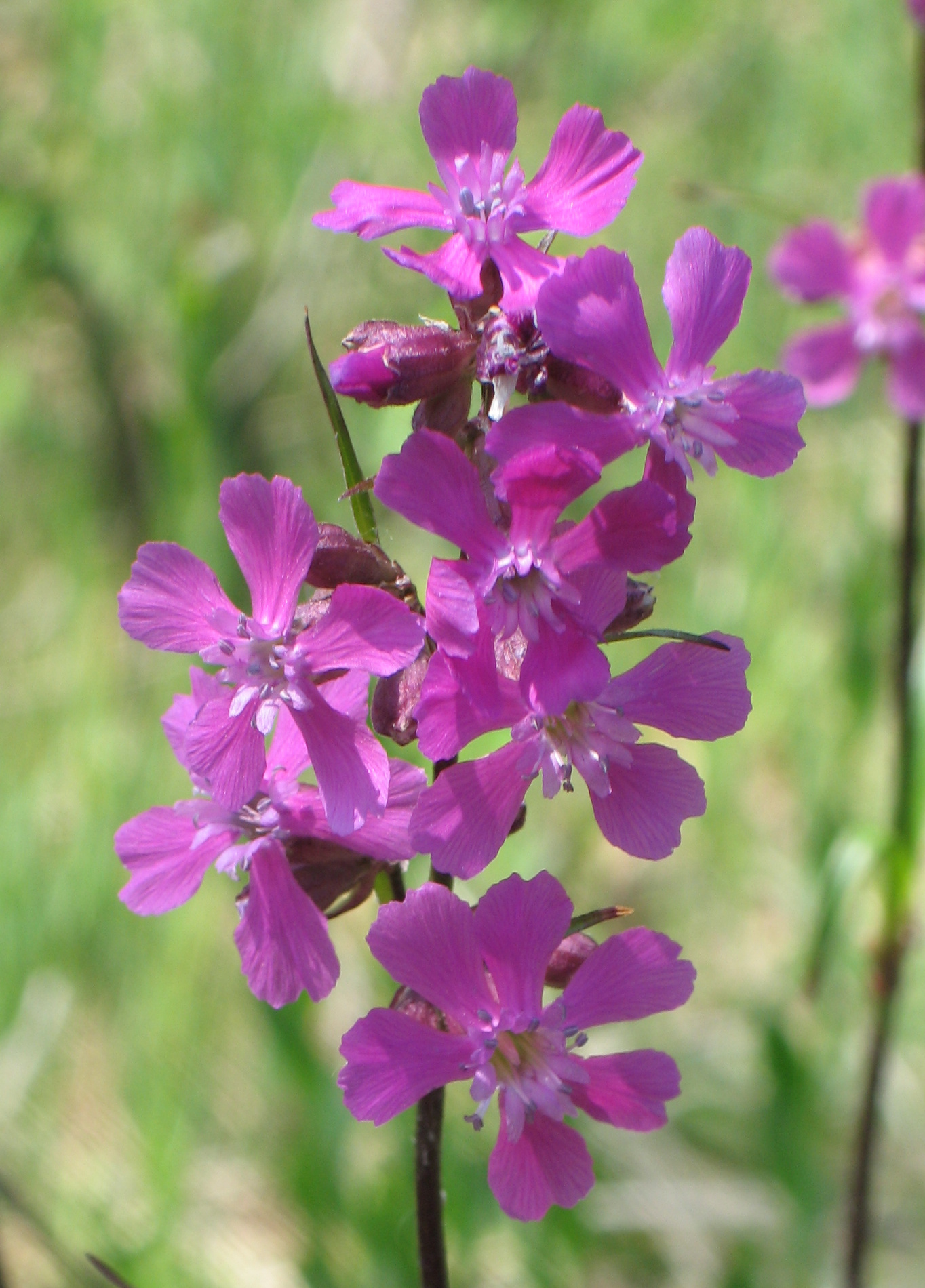

Silene viscaria là loài thực vật có hoa thuộc họ Cẩm chướng. Loài này được (L.) Jess. miêu tả khoa học đầu tiên năm 1879.